# Haukeli
Haukeli is een plaats behorende bij de gemeente Vinje in de provincie Telemark in het zuiden van Noorwegen. Het ligt langs de E134 op het punt waar Riksvei 9 eindigt.

## Voetnoten
1. ↑  Statistics Norway. Urban settlements. Population and area, by municipality. 1 January 2007 (toelichting)